# Dilochiopsis
Dilochiopsis es un género monotípico de plantas perteneciente a la familia de las orquídeas. En el pasado se consideraba sinónimo del género Eria, pero actualmente ha pasado a ser un nombre aceptado. Su única especie: Dilochiopsis scortechinii, es originaria de Malasia.

## Descripción
Es una orquídea de gran tamaño que prefiere el clima cálido con creciente hábito epífita o terrestre y con un largo tallo desnudo, delgado y verde por todas partes,  llevando hojas planas más bien delgadas y  más anchas cerca de la base, nervadas. Florece en la primavera en una inflorescencia de 16 cm de largo, terminal, con muchas flores, cada rama es más pequeña hacia el ápice.

## Distribución y hábitat
Se encuentra en Malasia en los bosques claros, a lo largo de caminos y entre arbustos bajos en crestas de las colinas en las elevaciones de alrededor de 1700-2000 metros. 

## Taxonomía
Dilochiopsis scortechinii fue descrito por (Hook.f.) Brieger y publicado en Schlechter Orchideen 1(11–12): 662. 1981.
Sinonimia
- Dolichocentrum scortechinii (Hook. f.) Brieger
- Eria scortechinii Hook.f.
- Pinalia scortechinii (Hook.f.) Kuntze[4]